# Трестенское сельское поселение
Трестенское се́льское поселе́ние (карел. Tresnan kyläkunda) — упразднённое муниципальное образование в составе Максатихинского района Тверской области.

На территории поселения находятся 16 населенных пунктов. Центр поселения — село Трестна.

## Географические данные
- Общая площадь: 123,4 км².
- Нахождение: южная часть Максатихинского района.
  - Граничит:
    - на севере — с Пальчихинским СП,
    - на востоке — с Бежецким районом, Моркиногорское СП,
    - на юге — с Рамешковским районом, СП Некрасово,
    - на юго-западе — с Лихославльским районом, Толмачевское СП,
    - на западе — с Ривицким СП.

Главные реки — Тихвинка и Ривица.

По территории поселения проходит автодорога «Рамешки — Максатиха».

## История
В XII—XVII вв. территория поселения относилась к Бежецкой пятине Новгородской земли.
В XV веке присоединена к Великому княжеству Московскому.
- С XVIII века территория поселения входила:[1]
  - в 1708—1727 гг. в Санкт-Петербургскую (Ингерманляндскую 1708—1710 гг.) губернию, Новгородскую провинцию,
  - в 1727—1775 гг. в Новгородскую губернию,
  - в 1775—1796 гг. в Тверское наместничество, Бежецкий уезд,
  - в 1796—1929 гг. в Тверскую губернию, Бежецкий уезд,
  - в 1929—1935 гг. в Московскую область, Максатихинский район,
  - в 1935—1990 гг. в Калининскую область, Максатихинский район,
    - в 1937—1939 гг. в Калининскую область, Карельский национальный округ,

  - с 1990 в Тверскую область, Максатихинский район.

В XIX — начале XX века деревни поселения относились к Трестенской волости Бежецкого уезда.
Образовано в 2005 году, включило в себя территорию Трестенского сельского округа.
Законом Тверской области от 8 октября 2014 года № 74-ЗО, муниципальные образования Зареченское сельское поселение, Кострецкое сельское поселение, Пальчихинское сельское поселение, Ривицкое сельское поселение и Трестенское сельское поселение преобразованы путём объединения во вновь образованное муниципальное образование Зареченское сельское поселение.

## Экономика
Колхоз «Заря».

## Население
По переписи 2002 года — 529 человек, на 01.01.2008 — 479 человек.

Национальный состав: русские и тверские карелы. Все деревни поселения — карельские.

## Населенные пункты
На территории поселения находятся следующие населённые пункты:
| №  | Тип нп | Название                           | Население (2008 год) |
| -- | ------ | ---------------------------------- | -------------------- |
| 1  | село   | Трестна                            | 249                  |
| 2  | дер.   | Антонидово                         | 24                   |
| 3  | дер.   | Бачманово                          | 15                   |
| 4  | дер.   | Великое Село                       | 20                   |
| 5  | дер.   | Вышка                              | 37                   |
| 6  | дер.   | Жижино                             | 29                   |
| 7  | дер.   | Каликино                           | 16                   |
| 8  | дер.   | Клевцово                           | 17                   |
| 9  | дер.   | Кондушка                           | 17                   |
| 10 | дер.   | Коссули                            | 0                    |
| 11 | дер.   | Красная Горка                      | 0                    |
| 12 | дер.   | Песогоры                           | 40                   |
| 13 | дер.   | Подолы                             | 0                    |
| 14 | дер.   | Рамешки                            | 12                   |
| 15 | дер.   | Ривица                             | 0                    |
| 16 | н.п.   | Трестенская Туберкулезная Больница | 3                    |

### Бывшие населенные пункты
На территории поселения исчезли деревни Лодки и Кирилловка.

Деревня Поповка присоединена к селу Трестна.